# Sorhagenia janiszewskae
Sorhagenia janiszewskae é uma espécie de insetos lepidópteros, mais especificamente de traças, pertencente à família Cosmopterigidae.
A autoridade científica da espécie é Riedl, tendo sido descrita no ano de 1962.
Trata-se de uma espécie presente no território português.